# Мележик, Пётр Николаевич
Пётр Николаевич Мележик — советский и украинский учёный в области теоретической физики и радиофизики, математики, академик НАНУ (2018).

## Биография
Родился 03.05.1950 в Ромнах. Среднее образование получил в местной школе № 2 имени академика  Иоффе А.Ф.
Окончил Харьковский университет , механико-математический факультет (1972).
Ученик академика Шестопалова В.П. С 15 ноября 1978 г. работает в Институте радиофизики и электроники АН Украины (Харьков), с 1981 г. учёный секретарь, с 1994 г. зам. директора по научной работе, с 2014 г. директор. Одновременно в 2002—2015 гг. зав. отделом дифракции .
По совместительству в 2004—2011 гг. зав. филиалом кафедры программного обеспечения Харьковского университета радиоэлектроники.
Кандидат (29.04.1981), доктор (10.10.2001) физико-математических наук по специальности «радиофизика». Старший научный сотрудник (02.07.1999).
Член-корреспондент (06.05.2006), академик (07.03.2018) НАНУ, отделение физики и астрономии.

## Основные направления научных работ
исследования в области математических законов дифракции и распространения электромагнитных колебаний. Автор более 150 публикаций и 5 авторских свидетельств

## Публикации
- Свободные колебания в цилиндре с двумя продольными щелями [Текст] = Free oscillations on a cylinder kith a pair of longitudinal slots / В.Н. Кошпаренок, П.Н. Мележик, В.П. Шестопалов. - Харьков : ИРЭ, 1979. - 45 с. : ил.; 20 см. - (Препринт / АН УССР, Ин-т радиофизики и электроники (ИРЭ АН УСРР); № 120).
- Chandelzon L., Granet G., Melezhik P. N., Poyedinchuk A. Ye., Sirenko Yu. K. (ed.), Sjoberg D., Strom S. (ed.), Tuchkin Yu. A., Yashina N. Modern Theory of Gratings. — N. Y.: Springer-Verlag, 2010. — XVI. — 390 p.
- Melezhik PN, Morozov VY, Poyedinchuk AY et al…Numerical-analytical method for determining the dielectric constant of 1D inhomogeneous plate in a waveguide.- IET Microwaves, Antennas & Propagation, 2020
- Велиев Э. И., Деркач В. Н., Иванченко И. В., Кириленко А. А., Костенко А. А., Лукин К. А., Масалов С. А. (ред.), Мележик П. Н. (ред.), Мирошниченко В. С., Попенко Н. А., Почанина И. Е., Рудь Л. А., Сиренко Ю. К. (ред.), Тарапов С. И., Яшина Н. П. Академик НАН Украины Виктор Петрович Шестопалов. Служение науке. — Х.: ИПП «Контраст», 2012. — 424 с. [2]

## Награды
Премия НАН Украины имени С.Я. Брауде (2019)